# 西福克鎮區 (愛荷華州莫諾納縣)
西福克鎮區（英語：West Fork Township）是位於美國愛荷華州莫諾納縣的一個行政鎮區。

## 地方資料
根據2010年美國人口普查的數據，西福克鎮區的面積為116.86平方千米，當中陸地面積為116.83平方千米，而水域面積為0.03平方千米。當地共有人口274人，而人口密度為每平方千米2.34人。